# Sai de Baixo (filme)
Sai de Baixo é um filme brasileiro de 1956 do gênero comédia. O longa-metragem foi produzido pela Cine Filmes e a Produções Cinematográficas Herbert Richers S.A., com roteiro e direção de J. B. Tanko.
Esta comédia foi a estreia, no cinema, de Norma Blum e Carequinha e filmado na cidade do Rio de Janeiro A produção contou com limitados recursos técnicos, utilizando apenas uma câmera e o som guia (som ambiente) era muito fraco. Desta maneira, todas as "falas" foram dubladas, o que propiciou Herbert Richers, produtor executivo do filme, a investir em sua empresa, nas dublagens de filmes nacionais e de línguas estrangeiras.

## Sinopse
Um grupo de recrutas do corpo de paraquedistas do Exército fazem de tudo para não ter que suar a farda nos exercícios físicos e para isso, encarregam-se até de cuidar o cachorro da general.

## Elenco
- Adelaide Chiozzo
- Aracy Cardoso
- Carequinha
- Costinha
- Ivon Cury
- Norma Blum
- Older Cazarré
- Paulo Monte
- Renato Restier
- Aracy Cardoso
- Fred Villar
- Luiz Teles
- Vilma Faria
- Perpétuo Silva
- Vera Valéria
- Valdo Cesar

### Participação especial
- Oficiais do Corpo de Paraquedistas do Exército[1]
- Banda de Música da Escola de Aeronáutica[1]
- Ivon Curi